# Občina Maribor-Pesnica
Občina Maribor-Pesnica (krajše Občina MB-Pesnica) je ena izmed šestih nekdanjih občin, ki so sestavljale mesto Maribor. Občina je pokrivala skrajno severne predele širšega mariborskega urbanega področja. 
Do konca 70-ih let 20. stoletja je bilo območje Pesnice in njene okolice vključeno v enotno mariborsko občino. Teritorialne dimenzije velike občine Maribor so v letu 1978 sprožile ponovno razpravo o njeni reorganizaciji. Leta 1979 je tako v Mariboru potekala širša razprava o možnih strategijah preoblikovanja, nakar je bil v marcu 1980 razpisan referendum. Občani so na tem referendumu podprli končne predloge družbeno-političnih organizacij, tako da se območje dotedanje velike občine Maribora preoblikovalo v šest mestnih občin. Ena izmed njih je bila tudi Maribor-Pesnica.  
Površina občine je merila 169 km2.
Obsega gričevnat svet Slovenskih goric in zgornji del Pesniške doline. Na jugu je mejila na občino Maribor-Rotovž in Maribor-Pobrežje, na severu in severovzhodu na državno mejo
z Avstrijo, in na vzhodu na občino Lenart v Slovenskih goricah. Občina je v letu 1980 štela
18.528 prebivalcev. 
Občina je bila v upravno-političnem smislu razdeljena na naslednjih deset krajevnih skupnosti: Ceršak, Jakobski dol, Jarenina, Pesnica, Sladki vrh, Spodnja Kungota, Svečina, Šentilj, Velka in Zgornja Kungota.  
Občina je prenehala z delovanjem v letu 1990.